# Сёдр
Сёдр (фр. Seudre) — река на юго-западе Франции. Протекает через департамент Приморская Шаранта, впадает в Атлантический океан в Марен-Олерон недалеко от устья Шаранты.
Длина реки — 68 км. Площадь бассейна — 400 км². Среднегодовой расход воды — 1,01 м³/с (0-40 м³/с), ежегодно она приносит в залив 32 млн м³ пресной воды (3 % от объёма воды соседней Шаранты). Течёт в северно-западном направлении. Ширина реки у устья составляет около 180—500 м.
Бассейн реки сложен, в основном, известняком. В низовьях вдоль реки простираются обширные солоноватые болота.
Эстуарий реки сильно изменился в результате человеческой деятельности, сегодня большую его часть занимают устричные фермы. Река сильно зарегулированна.
В прошлом река использовалась в целях коммерческого судоходства, но с появлением более скоростных видов транспорта к середине XX века пришла в запустение. В настоящее время она используется для речного туризма.
Согласно измерениям 1976 года, концентрация взвешенных частиц в воде составила 2100 мг/л, средняя солёность — 35 ‰.
Питание имеет в основном дождевое. Половодье происходит зимой.